# Danh sách tập phim trong Hagane no Renkinjutsushi Fullmetal Alchemist
Giả kim thuật sư: Tình anh em (鋼の錬金術師 FULLMETAL ALCHEMIST Hagane no Renkinjutsushi Furumetaru Arukemisuto) là một anime dựa trên manga Giả kim thuật sư của tác giả Arakawa Hiromu. Phát triển bởi Bones, bộ phim do đạo diễn Yasuhiro Irie và biên kịch Hiroshi Ōnogi. Giả kim thuật sư: Tình anh em - anime thứ hai chuyển thể từ Giả kim thuật sư, anime đầu tiên là Fullmetal Alchemist sản xuất năm 2003. Bộ phim được giới thiệu lần đầu trong tập tankōbon 20. Ở Nhật Bản, nó được phân biệt với phiên bản năm 2003 bằng tựa tiếng Anh, và thỉnh thoảng được viết tắt là Hagane no Renkinjutsushi FA (鋼の錬金術師FA). Bộ phim chiếu liên tục từ ngày 5 tháng 4 năm 2009 trên kên MBS-TBS vào Chủ nhật 5 giờ chiều đến tập cuối vào ngày 4 tháng 7 năm 2010. Hai diễn viên Romi Park and Rie Kugimiya tiếp tục lồng tiếng cho Edward và Alphonse Elric.

Bìa DVD và Blu-ray của Fullmetal Alchemist: Brotherhood

Vào ngày 20 tháng 3 năm 2009, có thông báo rằng tên tiếng Anh của bộ phim là Fullmetal Alchemist: Brotherhood và được công chiếu trên kênh Animax Asia, với phiên bản lồng tiếng Nhật và phụ đề Anh Ngữ, từ ngày 10 tháng 4 năm 2009, lúc 8 giờ 30 tối, năm ngày sau khi công chiếu ở Nhật Bản. Ngày 3 tháng 4 năm 2009, Funimation thông báo họ sẽ cho ra phụ đề Anh ngữ từng tập sau bốn ngày chúng được làm ở Nhật Bản. Ngày 14 tháng 2 năm 2010, phiên bản lồng tiếng Anh bắt đầu được chiếu trên Adult Swim.
Aniplex bắt đầu phát hành đĩa DVD và Blu-ray vào ngày 26 tháng 8 năm 2009. Cái đầu tiên bao gồm 2 tập và một OVA. Ba tập OVA nữa được chứa trong cái thứ năm, thứ chín và mười ba bên cạnh 4 tập phim. Một tập khác với bốn tập phim và không có OVA. Toàn bộ 16 cái được phát hành, cái cuối cùng vào ngày 24 tháng 11 năm 2010. Funimation còn phát hành những tập phim dưới dạng Blu-ray và DVD, mỗi cái mười ba tập vào ngày 25 tháng 5 năm 2010.

## Danh sách các tập phim
| #  | Tựa                                                            | Ngày phát sóng ở Nhật     | Ngày phát sóng ở Mỹ |
| -- | -------------------------------------------------------------- | ------------------------- | ------------------- |
| 01 | "Hagane no Renkinjutsushi" (鋼の錬金術師)                      | 5/4/2009                  |                     |
| 02 | "Hajimari no Hi" (はじまりの日)                                | 12/4/2009                 |                     |
| 03 | "Jakyō no Machi" (邪教の街)                                    | 19/4/2009                 |                     |
| 04 | "Renkinjutsushi no Kunō" (錬金術師の苦悩)                      | 26/42009                  |                     |
| 05 | "Kanashimi no Ame" (哀しみの雨)                                | 3/5/2009                  |                     |
| 06 | "Kibō no Michi" (希望の道)                                     | 10/5/2009                 |                     |
| 07 | "Kakusareta Shinjitsu" (隠された真実)                          | ngày 17 tháng 5 năm 2009  |                     |
| 08 | "Daigo Kenkyūsho" (第五研究所)                                 | ngày 24 tháng 5 năm 2009  |                     |
| 09 | "Tsukurareta Omoi" (創られた想い)                              | ngày 31 tháng 5 năm 2009  |                     |
| 10 | "Sorezore no Yukusaki" (それぞれの行く先)                      | ngày 7 tháng 6 năm 2009   |                     |
| 11 | "Rasshu Barē no Kiseki" (ラッシュバレーの奇跡)                 | ngày 14 tháng 6 năm 2009  |                     |
| 12 | "Ichi wa Zen, Zen wa Ichi" (一は全、全は一)                    | ngày 21 tháng 6 năm 2009  |                     |
| 13 | "Daburisu no Kemono-tachi" (ダブリスの獣たち)                  | ngày 28 tháng 6 năm 2009  |                     |
| 14 | "Chika ni Hisomu Mono-tachi" (地下にひそむ者たち)              | ngày 5 tháng 7 năm 2009   |                     |
| 15 | "Tōhō no Shisha" (東方の使者)                                  | ngày 12 tháng 7 năm 2009  |                     |
| 16 | "Tomo no Ashiato" (戦友の足跡)                                 | ngày 19 tháng 7 năm 2009  |                     |
| 17 | "Reitetsu na Honō" (冷徹な焔)                                  | ngày 26 tháng 7 năm 2009  |                     |
| 18 | "Chiisa na Ningen no Gōman na Tenohira" (小さな人間の傲慢な掌) | ngày 2 tháng 8 năm 2009   |                     |
| 19 | "Shinazaru Mono no Shi" (死なざる者の死)                       | ngày 9 tháng 8 năm 2009   |                     |
| 20 | "Bozen no Chichi" (墓前の父)                                   | ngày 16 tháng 8 năm 2009  |                     |
| 21 | "Gusha no Zenshin" (愚者の前進)                                | ngày 30 tháng 8 năm 2009  |                     |
| 22 | "Tōku no Senaka" (遠くの背中)                                  | ngày 6 tháng 9 năm 2009   |                     |
| 23 | "Ikusaba no Shōjo" (戦場の少女)                                | ngày 13 tháng 9 năm 2009  |                     |
| 24 | "Hara no Naka" (腹の中)                                        | ngày 20 tháng 9 năm 2009  |                     |
| 25 | "Yami no Tobira" (闇の扉)                                      | ngày 27 tháng 9 năm 2009  |                     |
| 26 | "Saikai" (再会)                                                | ngày 4 tháng 10 năm 2009  |                     |
| .  |                                                                |                           |                     |
| 27 | "Hazama no Utage" (狭間の宴)                                   | ngày 11 tháng 10 năm 2009 |                     |
| 28 | "Otō-sama" (おとうさま)                                        | ngày 18 tháng 10 năm 2009 |                     |
| 29 | "Gusha no Agaki" (愚者の足掻き)                                | ngày 25 tháng 10 năm 2009 |                     |
| 30 | "Ishuvāru Senmetsusen" (イシュヴァール殲滅戦)                  | ngày 1 tháng 11 năm 2009  |                     |
| 31 | "Gohyaku Nijū Senzu no Yakusoku" (520センズの約束)             | ngày 8 tháng 11 năm 2009  |                     |
| 32 | "Daisōtō no Musuko" (大総統の息子)                             | November 15, 2009         |                     |
| 33 | "Burigguzu no Hokuheki" (ブリッグズの北壁)                     | November 22, 2009         |                     |
| 34 | "Kōri no Joō" (氷の女王)                                       | November 29, 2009         |                     |
| 35 | "Kono Kuni no Katachi" (この国のかたち)                        | December 6, 2009          |                     |
| 36 | "Kazoku no Shōzō" (家族の肖像)                                 | December 13, 2009         |                     |
| 37 | "Hajimari no Homunkurusu" (始まりの人造人間（ホムンクルス）)   | December 20, 2009         |                     |
| 38 | "Bazukūru no Gekitō" (バズクールの激闘)                        | December 27, 2009         |                     |
| 39 | "Hakuchū no Yume" (白昼の夢)                                   | January 10, 2010          |                     |
| 40 | "Homunkurusu" (フラスコの中の小人)                             | January 17, 2010          |                     |
| 41 | "Naraku" (奈落)                                                | January 24, 2010          |                     |
| 42 | "Hangeki no Kizashi" (反撃の兆し)                              | January 31, 2010          |                     |
| 43 | "Ari no Hito Kami" (蟻のひと噛み)                              | February 7, 2010          |                     |
| 44 | "Barinbarin no Zenkai" (バリンバリンの全開)                    | February 14, 2010         |                     |
| 45 | "Yakusoku no Hi" (約束の日)                                    | February 21, 2010         |                     |
| 46 | "Semaru Kage" (迫る影)                                         | February 28, 2010         |                     |
| 47 | "Yami no Shisha" (闇の使者)                                    | March 7, 2010             |                     |
| 48 | "Chikadō no Chikai" (地下道の誓い)                             | March 14, 2010            |                     |
| 49 | "Oyako no Jō" (親子の情)                                       | March 21, 2010            |                     |
| 50 | "Sentoraru Dōran" (セントラル動乱)                             | March 28, 2010            |                     |
| 51 | "Fushi no Gundan" (不死の軍団)                                 | April 4, 2010             |                     |
| 52 | "Minna no Chikara" (みんなの力)                                | ngày 11 tháng 4 năm 2010  |                     |
| 53 | "Fukushū no Honō" (復讐の炎)                                   | April 18, 2010            |                     |
| 54 | "Rekka no Saki ni" (烈火の先に)                                | April 25, 2010            |                     |
| 55 | "Otona-tachi no Ikizama" (大人たちの生き様)                    | May 2, 2010               |                     |
| 56 | "Daisōtō no Kikan" (大総統の帰還)                              | May 9, 2010               |                     |
| 57 | "Eien no Itoma" (永遠の暇)                                     | May 16, 2010              |                     |
| 58 | "Hitobashira" (ひとばしら)                                     | May 23, 2010              |                     |
| 59 | "Ushinawareta Hikari" (失われた光)                             | ngày 30 tháng 5 năm 2010  |                     |
| 60 | "Ten no Hitomi, Chi no Tobira" (天の瞳、地の扉)                | June 6, 2010              |                     |
| 61 | "Kami o Nomikomishi Mono" (神を呑みこみし者)                   | June 13, 2010             |                     |
| 62 | "Seizetsunaru Hangeki" (凄絶なる反撃)                          | June 20, 2010             |                     |
| 63 | "Tobira no Mukōgawa" (扉の向こう側)                            | June 27, 2010             |                     |
| 64 | "Tabiji no Hate" (旅路の涯)                                    | July 4, 2010              |                     |